# フェリクス・レギサモン
フェリクス・ルシアーノ・レギサモン（Félix Luciano Leguizamón, 1982年7月1日 - ）は、アルゼンチン・エントレ・リオス州出身の元サッカー選手。現役時代のポジションはフォワード。

## 経歴
地元のヒムナシア・イ・エスグリマでキャリアをスタートさせ、2002年にCAリーベル・プレートに移籍した。CAリーベル・プレートでは出場機会が限られ、CAウニオンとスペインのポリ・エヒドにレンタル移籍した。その後、CAタジェレスに移籍したが、プリメーラ・ディビシオン昇格は実現できなかった。2006年から2007年まではクラブ・デ・ヒムナシア・イ・エスグリマ・ラ・プラタでプレーした。2007年に行われたエストゥディアンテス・デ・ラ・プラタとのダービーマッチでは、ハーフタイムにフアン・セバスティアン・ベロンとユニフォームを交換してサポーターの怒りを買った。2008年にアルセナルFCに移籍すると、アペルトゥーラ2008では14試合に出場して5得点し、クラウスーラ2009では開幕から5試合で5得点した。2009年8月にはサウジアラビアのアル・イテハドにレンタル移籍したが、2010年1月にアルセナルFCに復帰した。2015年1月21日、プリメーラB・ナシオナルのCDグアラニー・アントニオ・フランコに加入した。

## タイトル
アルセナル
- スルガ銀行チャンピオンシップ : 2008
- プリメーラ・ディビシオン : 2011-12C